# Regierung Frieden
Die Regierung Frieden wurde in Luxemburg am 29. März 1958 von Premierminister Pierre Frieden von der Chrëschtlech Sozial Vollekspartei (CSV) gebildet. Sie löste die Regierung Bech-Bodson ab und blieb bis zur Ablösung durch die Regierung Werner-Schaus I am 2. März 1959 im Amt. Der Regierung gehörten Vertreter der Chrëschtlech Sozial Vollekspartei (CSV) sowie der Lëtzebuerger Sozialistesch Aarbechterpartei (LSAP) an.

## Minister
Der Regierung gehörten folgende Minister an:
| Amt                                                                    | Amtsinhaber    | Partei | Beginn der Amtszeit | Ende der Amtszeit |
| ---------------------------------------------------------------------- | -------------- | ------ | ------------------- | ----------------- |
| Premierminister, Staatsminister                                        | Pierre Frieden | CSV    | 29. März 1958       | 2. März 1959      |
| Bildungsminister und Innenminister                                     | Pierre Frieden | CSV    | 29. März 1958       | 2. März 1959      |
| Minister für Familien und Bevölkerung                                  | Pierre Frieden | CSV    | 29. März 1958       | 2. März 1959      |
| Außenminister und Außenhandelsminister                                 | Joseph Bech    | CSV    | 29. März 1958       | 2. März 1959      |
| Justizminister, Minister für öffentliche Arbeiten und Verkehrsminister | Victor Bodson  | LSAP   | 29. März 1958       | 2. März 1959      |
| Minister für Arbeit, soziale Sicherheit und Bergbau                    | Nicolas Biever | LSAP   | 29. März 1958       | 2. März 1959      |
| Minister für soziale Fürsorge                                          | Nicolas Biever | LSAP   | 29. März 1958       | 2. März 1959      |
| Finanzminister und Verteidigungsminister                               | Pierre Werner  | CSV    | 29. März 1958       | 2. März 1959      |
| Landwirtschaftsminister und Minister für Volksgesundheit               | Emile Colling  | CSV    | 29. März 1958       | 2. März 1959      |
| Wirtschaftsminister                                                    | Paul Wilwertz  | LSAP   | 29. März 1958       | 2. März 1959      |